# Glenea crucipennis
Glenea crucipennis é uma espécie de escaravelho da família Cerambycidae. Foi descrita por Stephan von Breuning em 1950.